# Willem Hut
Willem Hut (30 januari 1983) is een Nederlands oud-marathonschaatser geboren in Haulerwijk en woonachtig in Waskemeer. 

## Biografie
In seizoen 2000-2001 debuteerde Hut in de B divisie in het talentvolle Mogema team. Meteen al in zijn eerste seizoen werd hij Nederlands kampioen op kunstijs bij de heren B. Van 2005-2012 is hij in de Topdivisie Heren uitgekomen als meesterknecht voor het BAM, dat sinds 2010 de naam BAM-Univé Schaatsteam droeg. Vervolgens is hij achtereenvolgens uitgekomen voor Team Van Werven (2002-2014) en Team Husqvarna/Primagaz (2014-2015). Sinds september 2015 is hij Competitieleider Marathon voor de KNSB als opvolger van Teun Breedijk.

## Marathonschaatsen

### Resultaten
2010
- Winnaar Marathon Gramsbergen (Natuurijs Vierdaagse Finale) op 21 december 2010 in Gramsbergen.

2008
- Winnaar Essent World Grand Prix 2 op 14 februari 2008 in Borlänge, Zweden.

## Langebaanschaatsen
Tijdens het NK 2010 maakte Hut een uitstapje naar het langebaanschaatsen door mee te doen aan de 5000m. Hij finishte in een persoonlijk record van 6.38,67 als 16e. Twee dagen later reed hij een persoonlijk record op de 10.000 meter: 13.23,69. Op dat moment stonden de eerste vier BAM'ers bovenaan. 

### Persoonlijke records
| Afstand      | Tijd     | Datum            | Baan       |
| ------------ | -------- | ---------------- | ---------- |
| 500 meter    | 40,54    | 10 januari 2004  | Assen      |
| 1000 meter   | 1.19,74  | 14 november 2001 | Heerenveen |
| 1500 meter   | 1.59,64  | 18 januari 2003  | Utrecht    |
| 3000 meter   | 3.56,34  | 28 oktober 2011  | Heerenveen |
| 5000 meter   | 6.31,87  | 5 november 2010  | Heerenveen |
| 10.000 meter | 13.23,69 | 7 november 2010  | Heerenveen |

1. ↑  Noodklok juryleden marathon: 'Geef iets terug aan de sport' Schaatsen.nl, 13 januari 2018